# Discoteuthis discus
Discoteuthis discus är en bläckfiskart som beskrevs av Young och Johannes August Christian Roper 1969. Discoteuthis discus ingår i släktet Discoteuthis och familjen Cycloteuthidae. Inga underarter finns listade i Catalogue of Life.